# متحف البحر الميت
متحف البحر الميت هو متحف للتاريخ الطبيعي يقع في بلدة ماعين في الأردن. يعرضُ المتحف تاريخ البحر الميت وتطور الحضارات حوله.

## التاريخ
كان من بين أهداف تأسيس المُتحف الترويج للسياحة، وتيسير معرفة المزيد عن كيفية تكوين البحر الميت للجمهور. يهدف المتحف إلى رفع مستوى الوعي حول الحفاظ على البحر الميت. موّلت الوكالة اليابانية للتعاون الدولي بناء المتحف. افتُتح المتحف لأول مرة في عام 2006، وهو أول متحف للتاريخ الطبيعي في الأردن. في عام 2015، بمناسبة اليوم العالمي للمتاحف، نظمت إدارة المتحف أنشطة تعليمية لطلاب وادي جنوب الأردن فيه.

## الأقسام
يحتوى المتحف على مجموعة من الصخور والمعادن وينقسمُ إلى أربع أقسام:
- القسم الأول: جيولوجيا البحر الميت وتكوينه.
- القسم الثاني: دراسة النظام البيئي للبحر الميت.
- القسم الثالث: تأثير الإنسان على البحر الميت والفوائد التي جلبها وجود هذا البحر على حضارات الشرق الأوسط.
- القسم الرابع: مبادرات حماية البحر الميت والمحافظة عليه وتحديد المخاطر البيئية على البحر.